# Hexacontaèdre rhombique
En géométrie, l'hexacontaèdre rhombique est une stellation du triacontaèdre rhombique. C'est un polyèdre non convexe à 60 faces losanges d'or, à symétrie icosaédrique. Il a été décrit mathématiquement en 1940 par Helmut Unkelbach.
Il est topologiquement équivalent à l'hexacontaèdre trapézoïdal convexe qui a, lui, des faces en forme de cerf-volant.

## Dissection
L'hexacontaèdre rhombique peut être disséqué en 20 trapézoèdres trigonaux, dont les faces sont des losanges d'or, se rejoignant en un point central. Cela permet d'obtenir le volume de l'hexacontaèdre rhombique de longueur d'arête {\displaystyle a} : {\displaystyle V=(10+2{\sqrt {5}})a^{3}} et son aire latérale : {\displaystyle A=(24{\sqrt {5}})a^{2}} .

## Construction

Construction de l'hexacontaèdre rhombique à partir du triacontaèdre rhombique.

L'hexacontaèdre rhombique peut être construit à partir du dodécaèdre régulier, en faisant subir à ses sommets, les centres de ses face et les milieux de ses arêtes des homothéties centrées au centre du dodécaèdre. Ainsi, si les 20 sommets du dodécaèdre sont "poussés" de sorte à augmenter le rayon de la sphère circonscrite d'un facteur (ϕ +1)/2 ≈ 1,309, et si les 12 centres de ses faces sont "rentrés" de sorte à diminuer le rayon de la sphère inscrite d'un facteur (3-ϕ)/2 ≈ 0,691, et si les 30 milieux de ses arêtes restent inchangés, on obtient un hexacontaèdre rhombique. (Le rayon de la sphère circonscrite est augmenté de 30,9 % et le rayon intérieur est diminué du même rapport). Avec d'autres rapports d'homothéties, on obtient des hexacontaèdres à faces en forme de cerf-volant ou d'autres polyèdres.
Chaque face en losange d'or  a pour sommets un centre de face, un sommet et deux milieux d'arêtes du dodécaèdre d'origine, les milieux d'arêtes formant la petite diagonale du losange. Chaque milieu d'arête est relié à deux sommets et à deux centres de faces. Chaque centre de face est relié à cinq milieux d'arêtes et chaque sommet est relié à trois milieux d'arêtes.

## Stellation
L'hexacontaèdre rhombique est l'une des 227 stellations autoportantes du triacontaèdre rhombique. Son diagramme de stellation est indiqué ci-dessous, avec les faces du triacontaèdre rhombique original comme losange central.

## Polyèdres associés
Le grand hexacontaèdre rhombique contient les 30 plus grandes faces rhombiques qui se croisent :

## Dans la culture populaire
Dans la culture brésilienne, des hexacontaèdres rhombiques étaient fabriqués à la main à partir de tissu et de cartons colorés, appelés giramundos ("tourneurs de monde" en portugais) ou estrelas da Felicidade "étoiles du bonheur", cousues par des mères comme cadeau de mariage à leur fille. La coutume s'est perdue avec l'urbanisation du Brésil, même si la technique de production de l'artisanat était encore enseignée dans les écoles rurales brésiliennes jusqu'à la première moitié du XXe siècle.
Le logo du site Web WolframAlpha est un hexacontaèdre rhombique rouge et a été inspiré par le logo du logiciel Mathematica associé .